# Dolna-Sobieskiego
Dolna-Sobieskiego – osiedle w dzielnicy Mokotów w Warszawie.

## Położenie i charakterystyka
Osiedle Dolna-Sobieskiego położone jest na stołecznym Mokotowie, na obszarze Miejskiego Systemu Informacji Sielce. Jest usytuowane pomiędzy ulicami Jana III Sobieskiego, Dolną, Piaseczyńską, Franciszka Kostrzewskiego i terenami ogródków działkowych. Jego powierzchnia wynosi ok. 14,7 ha. Powstało na terenach wcześniej zajmowanych przez osadę Marcelin.
Na osiedlu znajdują się ulice Jana Feliksa Piwarskiego, Aleksandra Gierymskiego, Braci Pillatich i Franciszka Kostrzewskiego, które za patronów mają malarzy i rysowników. Wszystkie cztery nazwy nadano 12 kwietnia 1962 roku zastępując ich dotychczasowe robocze nazwy, odpowiednio Zachodnia, Wschodnia, Północna i Południowa.
Osiedle wybudowano w latach 1963–1967 według projektu Ireny i Tadeusza Brygiewiczów w miejscu ogrodów i pól uprawnych. Budynki wielorodzinne mają 4, 5 oraz 11 kondygnacji. Przy ich wznoszeniu zastosowano technologię wielkoblokową „Ż”. Niektóre budynki są ceglane. Osiedle stanowi część zespołu Dolna-Piaseczyńska-Sobieskiego o łącznej powierzchni 20 ha. W jego skład wchodzą także osiedla Dolna-Piaseczyńska i Dolna-Belwederska. Cały kompleks składa się z 2830 mieszkań, zaprojektowanych dla ok. 10 tys. osób. Zaplanowano też szkołę podstawową, przedszkole, żłobek i pawilony handlowe.
Zbudowana przy ul. Piaseczyńskiej 114/116 szkoła projektu Zofii Fafiusowej, Tadeusza Węglarskiego i Adolfa Derentowicza została uhonorowana tytułem Mistera Warszawy 1967, przyznawanym przez dziennik „Życie Warszawy” dla najlepszych nowych budynków w danym roku. Rośnie tu także dąb szypułkowy uznany w 1974 roku za pomnik przyrody.